# Modello solare standard
Il modello solare standard (MSS; in inglese: Standard Solar Model, abbreviato in SSM) è il miglior modello disponibile per la descrizione del Sole. A grandi linee nel modello solare standard il Sole è una sfera composta prevalentemente di un plasma di idrogeno e tenuta insieme dalla gravità. Nel nucleo del Sole la temperatura e la densità sono sufficientemente elevate da consentire la conversione di nuclei di idrogeno in elio attraverso distinti processi di fusione nucleare, i quali rilasciano una grande quantità energia, producendo altresì due elettroni e due neutrini elettronici. L'energia è continuamente prodotta nel nucleo e mantiene il Sole in equilibrio: la tendenza a esplodere, dovuta alle reazioni di fusione, bilancia la tendenza a collassare a causa della gravità. Il modello inoltre descrive come, a causa dell'evoluzione nel tempo del rapporto tra idrogeno e elio nel nucleo, cambino la temperatura e la densità del Sole e si modifichino le sue dimensioni e la sua luminosità. In maniera simile al Modello Standard in fisica delle particelle il MSS cambia nel tempo in funzione delle nuove teorie o scoperte sperimentali.

## Produzione di neutrini
In una stella le diverse interazioni che fondono l'idrogeno in elio possono produrre anche neutrini.  Nel Sole la maggioranza dei neutrini è prodotta attraverso la catena pp, un processo in cui quattro protoni sono combinati per produrre due protoni, due neutroni, due elettroni e due neutrini elettronici. I neutrini sono prodotti anche dal ciclo CNO, ma tale processo è considerevolmente meno importante nel Sole rispetto ad altre stelle.
La maggior parte dei neutrini prodotti nel Sole proviene dal primo passaggio della catena pp, ma la loro energia (<0,425 MeV) è troppo bassa per poterli rivelare efficacemente. Il decadimento beta inverso del Be-7 produce neutrini di circa 0,9 o 0,4MeV.  Un altro ramo della catena pp produce i "neutrini del boro-8", il cui massimo di energia è posto a circa 15 MeV e che pertanto sono più facili da osservare. Infine, una rara interazione della catena pp produce i "neutrini hep", quelli con energia più alta: è previsto che questi abbiano una energia massima di 18 MeV, tuttavia, essendo questi molto più rari, non sono ancora stati osservati.

## Rilevazione dei neutrini
La debolezza dell'accoppiamento del neutrino con altre particelle implica che la maggior parte dei neutrini prodotti nel nucleo solare può attraversare il sole senza essere assorbito. È quindi possibile osservare il nucleo del Sole direttamente rilevando questi neutrini.

### Storia
Il primo esperimento per rilevare i neutrini solari, l'Homestake experiment, fu condotto da Ray Davis. I neutrini venivano rilevati osservando la trasmutazione di nuclei di cloro in argon in un grande serbatoio di percloroetilene. L'esperimento ha trovato circa 1/3 dei neutrini previsti dal SSM di allora; questa discrepanza nei risultati venne nota come "problema dei neutrini solari". Al momento dell'esperimento di Ray Davis alcuni fisici rimasero scettici, essenzialmente perché non si fidavano di simili tecniche radiochimiche.
Una rivelazione senza ambiguità dei neutrini solari venne con l'esperimento Kamiokande-II, un rivelatore Čerenkov ad acqua, con una soglia energetica abbastanza bassa da rilevare neutrini attraverso scattering elastico neutrino-elettrone. Nel processo di scattering elastico gli elettroni viaggiano soprattutto lungo la stessa traiettoria del neutrino d'interazione, ossia opposti dal Sole. Questa traccia che punta indietro verso il Sole è stata la prima prova conclusiva che nel nucleo della stella avvenissero processi di tipo nucleare. Malgrado che i neutrini osservati da Kamiokande-II fossero chiaramente di origine solare la loro quantità era ancora una volta minore rispetto a quanto previsto alla teoria. Durante Kamiokande-II venne osservato solo 1/2 del flusso previsto.
La soluzione al problema dei neutrini solari venne finalmente trovata dal Sudbury Neutrino Observatory. Gli esperimenti radiochimici erano sensibili unicamente ai neutrini elettronici e il segnale rilevato nelle acque dei rivelatori Čerenkov era dominato da questi.
In contrasto l'esperimento eseguito dal SNO era sensibile ai tre tipi differenti di neutrino: il neutrino elettronico νe, il neutrino muonico νμ e il neutrino tauonico ντ. Misurando simultaneamente il neutrino elettronico ed il flusso totale di neutrini, l'esperimento fu capace di dimostrare che la discrepanza di dati era dovuto all'effetto MSW; ossia che la presenza di elettroni nella materia cambia i livelli energetici della propagazione degli autostati dei neutrini. Questo significa che i neutrini nella materia hanno masse effettive diverse rispetto ai neutrini nel vuoto, e poiché le oscillazioni di neutrino dipendono dalla differenza delle masse dei neutrini al quadrato, le oscillazioni dei neutrini possono essere diverse nella materia rispetto al vuoto o a variazioni di densità nel Sole stesso. I neutrini che provengono dal Sole possono cambiare la loro natura passando da l'alta densità elettronica del nucleo, al vuoto dello spazio interplanetario, spiegando così il minor numero di interazioni rilevato da Kamiokande-II e dagli esperimenti radiochimici. Inoltre, i rilevatori Čerenkov ad acqua individuano solamente neutrini sopra i 5MeV,mentre gli esperimenti radiochimici sono sensibili a energie più basse (0.8MeV per il cloro, 0.2MeV per il gallio), e questa è la ragione della differenza osservata nel flusso di neutrini tra i due tipi di esperimento.

### Sperimentazioni future
Anche se esperimenti radiochimici hanno, in un certo senso, osservato i neutrini pp e Be7, ne hanno misurato solo  misurato il flusso complessivo. Il "Sacro Graal" degli esperimenti sul neutrino solare consisterebbe nel rilevare i neutrini Be7 con un rivelatore sensibile all'energia del singolo neutrino. Questo esperimento proverebbe l'ipotesi MSW, trovando la soglia dell'effetto MSW. Alcuni modelli esotici sono capaci di spiegare il deficit de neutrini solari, quindi l'osservazione della soglia di attivazione dell'effetto MSW risolverebbe finalmente la diatriba sul problema dei neutrini solari.

## Predire la temperatura del nucleo
Il flusso di neutrini del boro 8 è altamente sensibile alla temperatura del nucleo del sole: {\displaystyle \Phi (^{8}B)\propto T^{25}}.
Questo permette di applicare il modello solare standard a una misura precisa del flusso di neutrini per ottenere una stima della temperatura del sole. Dopo la pubblicazione dei risultati dell'esperimento SNO, ottenendo una temperatura pari a {\displaystyle 15.7\times 10^{6}K\pm 1\%}.